# Raión de Rájiv
Raión de Rájiv (en ucraniano: Рахівський район) es un raión o distrito de Ucrania en el óblast de Zakarpatia. La capital es la ciudad de Rájiv.
Comprende una superficie de 1843,7 km².

## Demografía
Según estimación, en 2010 contaba con una población total de 90.945 habitantes.

## Otros datos
El código KOATUU fue 2123600000. El código postal 90600 y el prefijo telefónico +380 3132.